# Prix Chamisso/Hellerau
Le prix Chamisso/Hellerau est un prix littéraire allemand décerné depuis 2018 par une alliance d'associations, d'entreprises et d'acteurs culturels de Dresde.
Depuis 2022, le prix est doté de 5000 euros et vise à récompenser les contributions exceptionnelles à la littérature contemporaine d'auteurs qui, à partir d'un changement personnel de langue ou de culture, apportent de nouvelles réponses littéraires aux mutations du monde globalisé.
Le nom du prix fait référence au quartier de Dresde, la cité-jardin de Hellerau, qui fut au début du XXe siècle un centre d'efforts de réforme culturelle et d'expériences de nouveaux modes de vie, et au naturaliste et poète allemand Adelbert von Chamisso.

## Lauréats
- 2018 : María Cecilia Barbetta[1]
- 2019 : Jaroslav Rudiš[2]
- 2020/21 : Franco Biondi, Carmine Gino Chiellino et Francesco Micieli
- 2022 : Katerina Poladjan[3]
- 2023 : Iris Wolff[4]